# Église Saint-Nicaise de Rouen
L'église Saint-Nicaise est une église située dans les quartiers Saint-Marc - Croix de Pierre - Saint-Nicaise de Rouen. Elle est aujourd'hui fermée au culte et désaffectée depuis 2017.
L'église fait l’objet d’une inscription au titre des monuments historiques depuis le 23 décembre 1981 et d'un classement depuis le 12 mai 2022.

## Historique
Fondée par saint Ouen, archevêque de Rouen, en 640, elle est alors une chapelle hors de la ville de Rouen, et abrite les reliques de saint Nicaise, rapportées de Gasny.
Sous Saint Louis, elle est comprise dans la ville. En 1388, elle devient une église paroissiale. Le curé de Saint-Nicaise est nommé par l'abbé de Saint-Ouen. Un nouveau chœur est construit de 1538 à 1561.
En 1560, les calvinistes pillent l'église.
L’église est reconnue pour son orgue dû à Crépin Carlier, construit en 1634. Restauré en 1927-1928, il est inauguré le 24 octobre 1928 par Joseph Bonnet.
Auprès de l'église se trouve le séminaire Saint-Nicaise.
Le 10 mars 1934, un incendie détruit en partie l'église. La ville de Rouen lance un concours de reconstruction pour la nef et le clocher. Le projet retenu en 1935 est celui des architectes Pierre Chirol et Émile Gaillard ; il est réalisé en béton armé. Les travaux durent de 1934 à 1937. L'église est rendue au culte en 1940. Les vitraux modernes sont de Max Ingrand.
A la fin du XXe siècle, le béton armé utilisé pour la reconstruction s'est beaucoup dégradé et se délite. Des infiltrations d'eau ont fragilisé le collatéral sud qui a du être en partie étayé. L'église est donc fermée au public en 2006.
Orgue
L'ancien orgue de tribune, classé objet monument historique en 1908, a été détruit par l'incendie de 1934. Un nouvel instrument a été construit en 1940 par le facteur d'orgues Louis Eugène-Rochesson, achevé en 1957 par la maison Beuchet-Debierre. 
Cet orgue sera transféré à l'église du Saint-Esprit de Paris en 2022. 
L'église comporte également un orgue de chœur du même facteur et qui sera transféré à la halle aux Toiles.
Désacralisation et aliénation
Jusqu'en 2014, le Secours Catholique distribue des repas dans ce lieu historiquement destiné à la charité envers les pauvres.
À partir du 5 mai 2016, des activistes de Nuit debout occupent l'église désacralisée et fermée au public.   L'église a été fermée pour raisons de sécurité à cause du délabrement, et la mairie de Rouen veut la vendre. Les participants de Nuit debout s'y installent pour nettoyer le sol et consolider les parties fragiles ainsi que les œuvres d'art. Leur revendication est que les habitants du quartier soient consultés sur l'avenir de l'édifice, (vente ou rénovation). Ils demandent également l'expertise d'un conservateur de patrimoine pour savoir s'il serait encore possible de continuer à l'utiliser pour distribuer des œuvres de charité. Ils en sont expulsés le 6 juin.
À la suite de ce mouvement, une association La Boise de Saint-Nicaise est créée afin de promouvoir l'édifice et réfléchir aux possibilités de reconversion.

### Reconversion
La ville de Rouen a dévoilé le 5 décembre 2019 le lauréat de l'appel à projet lancé en mai 2019. C'est le projet Brasserie Ragnar qui est retenu, le projet de trois brasseurs de Normandie. On y produira et consommera de la bière. Un espace musée et un restaurant de 40 couverts seront également créés. Les vitraux et pierres qui le nécessitent seront restaurés afin que le lieu soit rendu en bon état en cas de changement d'activité. La structure ne sera pas modifiée. « L'idée est de faire une sorte de Palais Bénédictine à la rouennaise », explique un des initiateurs du projet.